# Kunabev, Ranibennur
Kunabev là một làng thuộc tehsil Ranibennur, huyện Haveri, bang Karnataka, Ấn Độ.